# Ca la Llucianeta
Ca la Llucianeta és una casa de Solsona protegida com a Bé Cultural d'Interès Local.

## Descripció

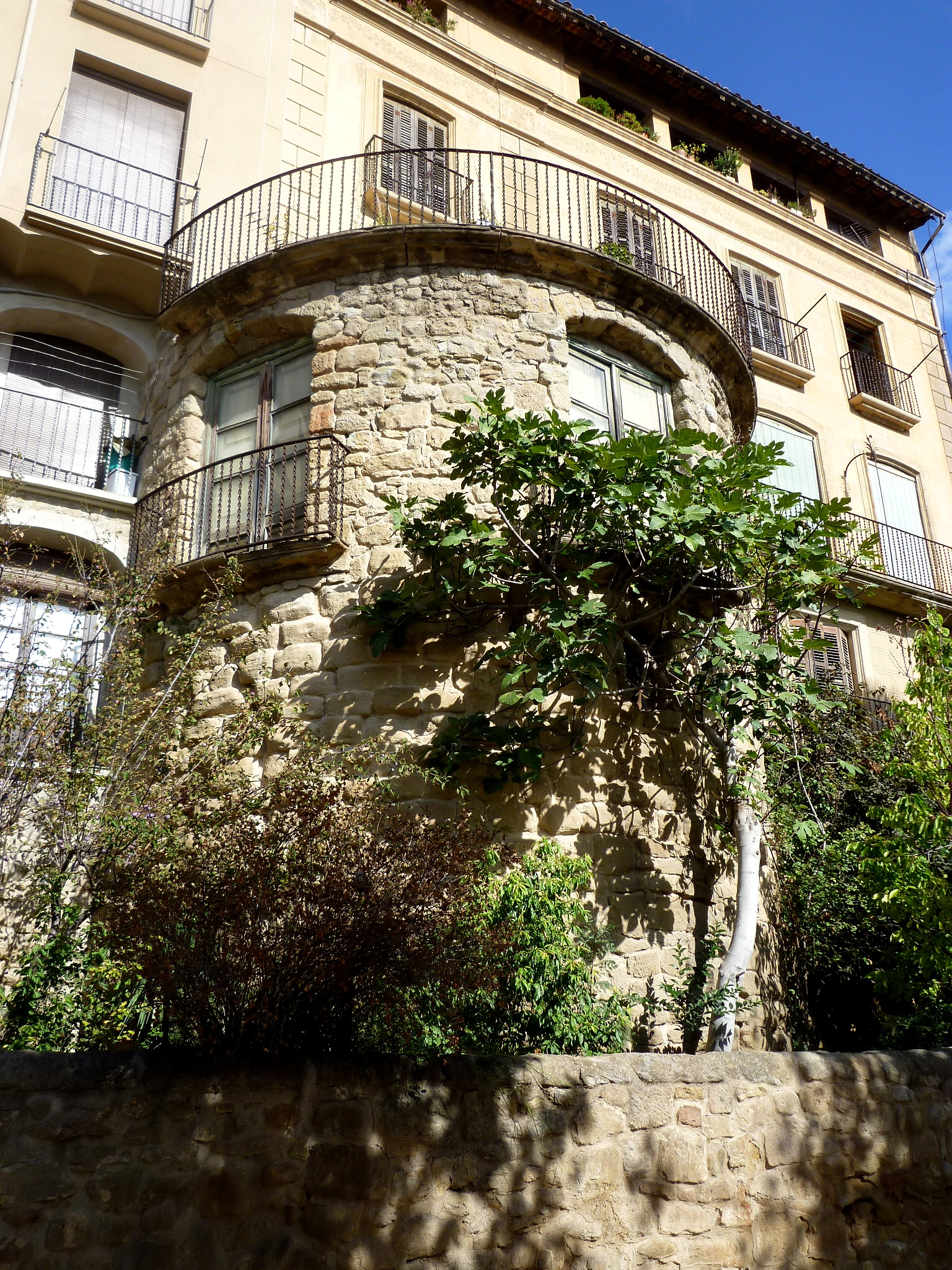
Part de la casa que dona al Vall Calent

Edifici amb dues façanes que data del 1890 i que fou reformat cap al 1940. Consta de planta baixa i dues plantes. Al Vallcalent hi ha una planta més a l'altura del pati. La façana principal, de pedra té dues portalades centrals amb finestres a cada costat. A nivell de la primera planta hi ha dues balconades, mentre que a la segona hi ha cinc finestres agrupades en forma d'arc i dues de quadrades als laterals. La façana de Vallcalent està arrebossada i pintada.
La finca allotja una de les torres de l'antiga muralla.